# Маджтаме-е-Карканан-Кархане-Сіман
Маджтаме-е-Карканан-Кархане-Сіман (перс. مجتمع كاركنان كارخانه سيمان‎) — промислове селище в Ірані, входить до складу дехестану Дул у Центральному бахші шахрестану Урмія провінції Західний Азербайджан.